# Соборна площа (Кропивницький)
Соборна площа — площа в Кропивницькому. З неї починається вулиця Велика Перспективна. До площі прилягають також вулиці: Леоніда Куценка, Євгена Чикаленка та Маланюка. На площі знаходиться православний храм.

## Транспорт
Соборна площа має важливе транспортне значення, традиційно тут розташовані зупинки численних маршрутних таксі, та автобусів.
Тролейбусні маршрути: № 4, 10, 1.

## Галерея

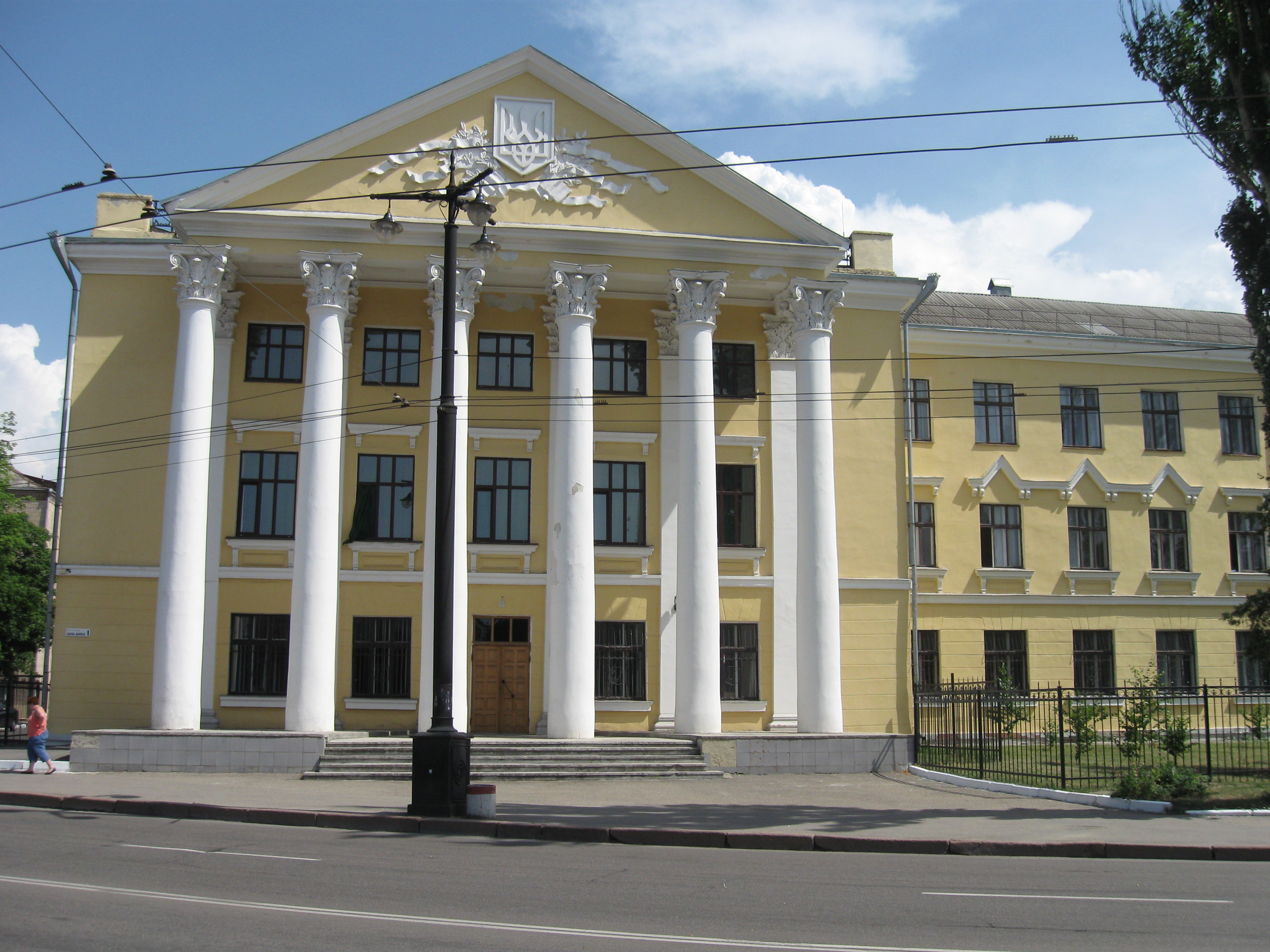

| Україна | Це незавершена стаття з географії України. Ви можете допомогти проєкту, виправивши або дописавши її. |